# Billion Headz Music Group
La Billion Headz Music Group (abbreviato BHMG) è un'etichetta discografica acquisita nel 2018 da Sfera Ebbasta e Charlie Charles dall’ex Drew Records, fondata nel 2016 da Andrea Basso.

## Storia
L'etichetta è nata a seguito dell'enorme successo ottenuto dall'album Rockstar di Sfera Ebbasta, terzo lavoro solista dell'artista, pubblicato il 19 gennaio 2018. La sua fondazione venne annunciata il 13 marzo seguente attraverso Instagram, in parallelo alla scritturazione del rapper DrefGold: 

## Artisti
- Sfera Ebbasta
- Charlie Charles
- Shablo
- Guè
- DrefGold
- Elettra Lamborghini
- Drillionaire
- Rondodasosa
- Giulio. zpk
- Nox
- Junior K
- Palmitessa
- Sisco
- Bresh
- Rhove
- Tedua
- Izi
- Rkomi
- Ghali
- Shiva
- Chris Nolan
- Cuta